# Doktor Who (film telewizyjny)
Doktor Who (ang. Doctor Who) – amerykańsko-kanadyjsko-brytyjski film telewizyjny wchodzący w skład brytyjskiego serialu science fiction pt. Doktor Who. Został wyprodukowany dzięki współpracy BBC Worldwide, Universal Studios, 20th Century Fox oraz amerykańskiej sieci telewizyjnej FOX. Film ten miał swoją premierę 12 maja 1996 w stacji telewizyjnej CITV w Kanadzie, dwa dni później została nadana w Stanach Zjednoczonych na kanale FOX, a 13 dni później w Wielkiej Brytanii na BBC One.
Film ten był pierwszą próbą przywrócenia serialu, który został zawieszony w 1989 roku. Miał być pilotem dla jego amerykańskiej produkcji i przedstawia Paula McGanna w jego pierwszym, a zarazem przedostatnim, telewizyjnym wystąpieniu w roli ósmego Doktora. Pomimo wysokich wyników oglądalności w Wielkiej Brytanii, film w Ameryce nie zdobył wystarczającej popularności, w związku z czym zapowiadany serial nigdy nie został wyprodukowany. Doktor Who został wznowiony dopiero w 2005 roku przez BBC.
Produkcja filmu spoczywała w rękach ludzi związanych z wcześniejszymi odcinkami serialu z okresu 1963-1989. W zamyśle fabuła była dostosowana dla amerykańskiej widowni, ale producenci nie zdecydowali się na całkowicie nową odsłonę serii (takie propozycje można znaleźć w książce napisanej przez Jean-Marc Lofficier The Nth Doctor (Virgin Publishing, 1997)), ale kontynuację ciągu zakończonego w serialu. Film kręcony był w Vancouver i jest to wciąż jedyny odcinek Doktora Who nakręcony w Kanadzie.
W Polsce film ten został wyemitowany na kanale Polsat 2 w dniu 26 marca 1999 roku pod tytułem Doktor Who.

## Fabuła
Na planecie Skaro odbywa się sąd nad Mistrzem. Zostaje on skazany na śmierć za przestępstwa, które popełnił. Po wykonaniu wyroku zostaje spełnione jego ostatnie życzenie - by to, co z niego zostanie mogło powrócić na jego rodzimą planetę – Gallifrey, zawiezione tam przez swego odwiecznego wroga, Doktora, który obecnie był w swej siódmej inkarnacji.
Podczas drogi powrotnej na Gallifrey, pojemnik ze szczątkami pęka, uwalniając zawartość. Dziwny szlam, który uciekł z pudełka atakuje przyrządy sterownicze TARDIS, co powoduje awarię i wymusza awaryjne lądowanie w chińskiej dzielnicy w San Francisco w noc sylwestrową 1999 roku. Gdy tylko Doktor wychyla się, by dowiedzieć się gdzie wylądował, zostaje postrzelony przez gang, który ścigał młodego chłopaka o imieniu Chang Lee. Lee wzywa karetkę i Doktor zostaje przewieziony do najbliższego szpitala. Tam, dzięki prześwietleniu lekarze odkrywają, że Doktor ma dwa serca, ale nie chcą wierzyć sprzętowi, sądząc że to awaria sprzętu. Rozpoczynają operację, którą prowadzi dr Grace Holloway. Operacja kończy się niepowodzeniem, dr Holloway stwierdza zgon i ciało odesłane jest do kostnicy, a Lee kradnie rzeczy, które Doktor miał przy sobie. W tym czasie pozostałości Mistrza przejmują kontrolę nad ciałem Bruce’a - kierowcy ambulansu, który wiózł wcześniej Doktora. Później, w nocy, Doktor regeneruje się i oszołomiony, z problemami z pamięcią, ucieka z kostnicy. Mistrz odnajduje Lee w TARDIS i manipuluje nim, by ten pomógł mu zdobyć ciało Doktora. Namawia go również, by otworzył Oko Harmonii które znajduje się w TARDIS. Dzięki pomocy dr Holloway Doktor powoli odzyskuje pamięć i razem z nią stara się przeszkodzić Mistrzowi oraz zamknąć Oko Harmonii, które wkrótce wessie całą planetę.

## Kontynuacje

### Doktor
- Rola Paula McGanna jest zaliczana i uwzględniana w kanonie świata Doktora Who jako ósma reinkarnacja Doktora[4]. Miało to istotny wpływ na całe uniwersum związane z Doktorem, jak również na wciąż wydawane opowiadania i komiksy. Big Finish Productions przedstawiała historie związane z ósmym Doktorem przez lata, nawet po tym, jak w 2005 roku nowe odcinki serialu pojawiły się na BBC i przedstawiały już dziewiątego Doktora. Ósmy Doktor pojawia się również w serii odcinków radiowych na BBC7 a także w krótkim odcinku The Night of The Doctor w 2013 roku.
- W filmie siódmy Doktor nie jest ubrany w ten sam strój który był widziany w odcinkach serialu. Nie nosi charakterystycznego swetra w znaki zapytania ani parasolki. Jedyne co pozostało niezmienione, to kapelusz.
- Niechętnie wypełniając papiery dokumentacji medycznej, Chang Lee (który dopiero chwilę wcześniej spotkał półprzytomnego Doktora i nie znał jego tożsamości) wpisuje go jako „John Smith”. Imię to jest pseudonimem Doktora, którego używa przy bardzo wielu okazjach. Pierwotnie pseudonim nadał drugiemu Doktorowi jego towarzysz - Jamie McCrimmon w odcinku The Wheel in Space.
- Podczas przeszukiwania szafek w poszukiwaniu ubrań, Doktor przez chwilę uważnie ogląda długi wielokolorowy szalik, podobny do tego którego nosił w czwartej inkarnacji. Ósmy Doktor oferuje również policjantowi żelkę, ulubione słodycze drugiego i czwartego Doktora. W TARDIS dostrzec również można 900-letni pamiętnik (500-letni pamiętnik był powiązany z drugim Doktorem).
- To drugi raz, gdy dopiero co zregenerowany Doktor kradnie ubrania ze szpitala – poprzednio wydarzyło się to w odcinku Spearhead from Space gdy trzeci Doktor zabiera ubrania należące do lekarza specjalisty; podobna rzecz dzieje się również w odcinku z jedenastym Doktorem pod tytułem Jedenasta godzina.
- Istotne dla akcji serialu jest przeświadczenie, że Doktor jest pół-człowiekiem. Fakt ten był bardzo mocno krytykowany przez fanów, oraz wielokrotnie poruszany w książkach o ósmym Doktorze wydanych przez BBC, które starają się to wytłumaczyć. Książka pt. Alien Bodies subtelnie sugeruje, że tylko ósmy Doktor był pół-człowiekiem, podczas gdy dwie inne książki (Unnatural History oraz The Gallifrey Chronicles) sugerują, że ludzką matką Doktora była Penelope Gate która pochodziła z epoki wiktoriańskiej, a jego ojciec, Władca czasu, miał na imię Ulysses. Jeszcze inne wytłumaczenie można znaleźć w książce The Taking of Planet 5 - tam Doktor stał się pół-człowiekiem ponieważ jego regeneracje wciąż odbywały się w otoczeniu ludzi co skutkowało zaabsorbowaniem fragmentów ludzkiego DNA. To zagadnienie nigdy nie było poruszane w żadnym z odcinków telewizyjnych, jednakże w odcinku Koniec podróży, druga wersja Doktora powstała z połączenia fizjologii Doktora i jego towarzyszki, Donny, a Doktor ze zdegustowaniem komentuje sytuację. W komiksie The Forgotten Doktor stwierdza, że zwykł używać specjalnego urządzenia, by stworzyć iluzję bycia pół-człowiekiem i oszukać Mistrza.
- Pomimo iż Doktor przeżywał romantyczne momenty tak jak np. w odcinku The Aztecs, w filmie po raz pierwszy zostały pokazane jego preferencje seksualne. Podobne wątki można znaleźć w nowych odcinkach serii.
- Wizerunek ósmego Doktora można również zobaczyć w kilku odcinkach nowej wersji.

### Dalekowie i Mistrz
- Pomimo iż Dalekowie, najwięksi wrogowie Doktora, nie są pokazani na ekranie, słychać ich głosy wydające rozkaz egzekucji Mistrza (jak również ich najpopularniejszy okrzyk bojowy EXTERMINATE!).
- To jedyna rola Erica Robertsa w roli Mistrza. Jest to także jedyne wystąpienie Mistrza aż do odcinka Utopia w 2007 roku. W kolejnym odcinku tj. Odgłos bębnów zostało wyjaśnione, że Władcy Czasu wskrzesili Mistrza, by móc wykorzystać go podczas Wojny Czasu.
- Mistrz próbował już wcześniej użyć Oka Harmonii by uzyskać nowe możliwości regeneracji, np. w historii pt. The Deadly Assassin. Ofertę nowej puli regeneracji otrzymał również od Władców czasu w odcinku The Five Doctors, ale po tym kontynuował poszukiwania sposobu na nowe regeneracje w historiach takich jak Planet of Fire, co sugeruje że nigdy nowej puli nie otrzymał.
- Wężowa forma Mistrza została wyjaśniona w opowiadaniu The Eight Doctors oraz w komiksie wydanym na łamach czasopisma Doctor Who Magazine pod tytułem The Fallen.

### TARDIS
- Pomimo iż wnętrze TARDIS zmieniało się kilkakrotnie wcześniej, nigdy nie tak drastycznie jak w filmie. Podobna rzecz wydarzyła się wraz z rozpoczęciem nowej serii w 2005 roku. W późniejszym wywiadzie dla Doctor Who Magazine ówczesny producent serialu Russell T. Davies zasugerował, że wnętrze TARDIS ma możliwość zmiany "skórki" jak w Winampie. Zostaje to potwierdzone w odcinku specjalnym pt. Time Crash z 2007 roku gdzie piąty Doktor wypomina dziesiątemu że zmienił motyw / tapetę. Jednakże w odcinku z czwartym Doktorem pt. The Masque of Mandragora przedstawiony jest inny pomysł dotyczącej głównej konsoli sterowania - według niego TARDIS ma więcej niż jeden pokój ze sterownią, co później zostało potwierdzone w odcinku Żona Doktora. Kolejna zmiana sterowni nastąpiła w odcinku Jedenasta godzina, gdy została bardzo uszkodzona i według wyjaśnienia Doktora "sama się odbudowała". TARDIS zmienia swoje wnętrze również w odcinku Bałwany.
- W filmie, na konsoli sterującej przedstawionych jest wiele Ziemskich elementów, takich jak hamulec ręczny od starego samochodu, którego Doktor używa w podobnym celu. Użyty został ponownie w dwóch kolejnych wersjach konsoli.
- Jak przyjęto w The Deadly Assassin, Oko Harmonii znajduje się na Gallifrey; jego obecność w TARDIS zatem wydaje się być wtrąceniem filmowym. Fanowska teoria szybko rozwiązała ten konflikt, sugerując że Oko harmonii w TARDIS była tylko czasoprzestrzennym linkiem łączącym prawdziwe Oko z TARDIS i tę cechę posiadają najprawdopodobniej wszystkie TARDIS jako źródło energii. Ta teoria szybko została podchwycona przez producentów książek z BBC. Przykładowo, w nowej serii, w czasach gdy Gallifrey jest już zniszczona, TARDIS nie posiada swojego źródła zasilania, musi pobierać energię ze szczeliny czasoprzestrzennej. W późniejszym odcinku pt. Odgłos bębnów, również potwierdza tę teorię - w odcinku dowiadujemy się, że po tym jak Mistrz spadł do wnętrza Oka został uratowany przez Władców czasu, bez wiedzy Doktora.
- Ponadto, film wyjaśnia że Oko może być otwarte tylko po zeskanowaniu ludzkiej siatkówki. W historii wyprodukowanej przez Big Finish Productions w roku 2000 pt. The Apocalypse Element próbuje wyjaśnić decyzję Doktora. Według niej oko towarzyszki szóstego Doktora o imieniu Evelyn Smythe jest połączone z Gallifreyskim systemem zabezpieczeń aby zmylić wrogów którzy nie będą się czegoś takiego spodziewać. Doktor spekuluje wtedy, że gdy kryzys zostanie zakończony TARDIS zwiększy swą wrażliwość względem ludzkich oczu na przyszłość.
- Złoty pył wydobywający się z Oka który wskrzesza Grace i Changa, mimo iż niespotykany wcześniej ani niewyjaśniony w filmie, został wykorzystany ponownie przy kilku okazjach w kontynuacji serialu. Te nawiązania występują m.in. w odcinku Każdy swoją drogą (The Parting of the Ways), w których Rose, towarzyszka Doktora, otwiera konsolę i absorbuje ów złoty pył dzięki któremu zdobywa władzę nad życiem i śmiercią. Pył określony jest później przez Doktora jako energia wiru temporalnego. Ponadto, krótko po regeneracji w odcinkach Świąteczna inwazja i Jedenasta godzina, wydobywa się z wnętrza zarówno dziesiątego jak i jedenastego Doktora.
- Wzmianka Doktora określająca obwód kameleona jako urządzenie kamuflujące była kolejnym aspektem krytykowanym przez fanów. Tak jak regeneracja, to urządzenie zmieniało nazwę wielokrotnie w historii serialu. Do tego krytycznego stanowiska odniósł się między innymi Russell T. Davies w odcinku Boom w mieście. Gdy w pewnym momencie towarzyszka Doktora Rose Tyler odnosi się do urządzenia jako urządzenie kamuflujące, Doktor poprawia ją.

### Dalsze losy obsady
Yee Jee Tso powraca później w odcinku audio pod tytułem Excelis Decays w roli majora Jala Branta u boku siódmego Doktora (2002) oraz jako doktor Reece Goddard w historii szóstego Doktora pod tytułem Real Time (2002).
Daphne Ashbrook powraca później u boku Paula McGanna (ósmego Doktora) w roli „Bytu doskonałego” w odcinku radiowym pod tytułem The Next Life (2004).
Yee Jee Tso występuje także w roli Charliego Sato, a Daphne Ashbrook w roli Ruth Matheson w trzech odcinkach audio wyprodukowanych przez Big Finish: The Companion Chronicles: Tales From the Vault (2011), The Companion Chronicles: Mastermind (2013) oraz The Worlds of Doctor Who (2014). Ashbrook występuje w tej roli także w odcinku The Tactics of Defeat wydanym na płycie The Companion Chronicles: The Second Doctor Volume 02 (2018). Yee Jee Tso występuje w tej roli także w odcinku The Turn of the Screw (2018).

## Nawiązania do innych historii
- Książka, którą czyta siódmy Doktor na początku filmu, to Wehikuł czasu napisana przez H.G. Wellsa. Doktor spotkał Wellsa w swojej szóstej inkarnacji w odcinku Timelash i później spotyka go ponownie w swojej dziesiątej inkarnacji w komiksie The Time Machination. Natomiast w odcinku Frontier in Space Mistrz czyta inną książkę Wellsa pod tytułem Wojna światów. W niezekranizowanej do końca historii pt. Shada, profesor Chronotis również czyta egzemplarz Wehikułu czasu, a później widać ją wielokrotnie w kadrze podczas trwania odcinka.
- Jest to jedna z sześciu przygód Doktora, których akcja dzieje się w sylwestra roku 1999 i w Nowy Rok 2000. Pozostałe historie to komiks pt. Plastic Millennium opublikowany w zimowym numerze specjalnym w Doctor Who Magazine w 1994 roku; opowiadanie Millennial Rites z cyklu Virgin Missing Adventures napisane przez Craiga Hintona (wydane w październiku 1995 roku);  opowiadanie pt. Millennium Shock z serii Past Doctor Adventures napisane przez Justina Richardsa (maj 1999); jedna historia z serii Short Trips: Seven Deadly Sins pod tytułem Suitors, Inc. (2005) oraz fragment komiksu z czwartym Doktorem pod tytułem The Forgotten (2008).

## Alternatywne tytuły
Dyskusyjne jest to, w jaki sposób film powinien być nazywany. W dokumentach produkcji projekt nosi tytuł Doctor Who, co jest mylące ze względu na ilość materiałów wydanych pod takim tytułem. Producent Philip Segal, zasugerował nieoficjalny tytuł Enemy Within, jako alternatywę podczas spotkania na Manopticon 5, będąc wcześniej wielokrotnie pytany o prawdziwą nazwę tytułu filmu. W wydaniach na płyty DVD produkcja ta oznaczona jest zarówno jako Doctor Who i The Movie. Wydania na kasety VHS zawiera zarówno nazwę Doctor Who oraz The Sensational Feature Length Film w roli podtytułu. Natomiast najczęstsze użycie wśród fanów na ten film to film telewizyjny lub TVM. TVM jest również kodem produkcji używanym przez przewodnik BBC po odcinkach serialu Doktor Who. Natomiast Big Finish Productions używa kodu 8A, oraz kolejnych dla oznaczenia dalszych, już nietelewizyjnych przygód ósmego Doktora.
W przypadku francuskiego wydania tytuł filmu został zmieniony na Le Seigneur du Temps (pol. Władca czasu).